# Pfarrkirche Oberdrauburg

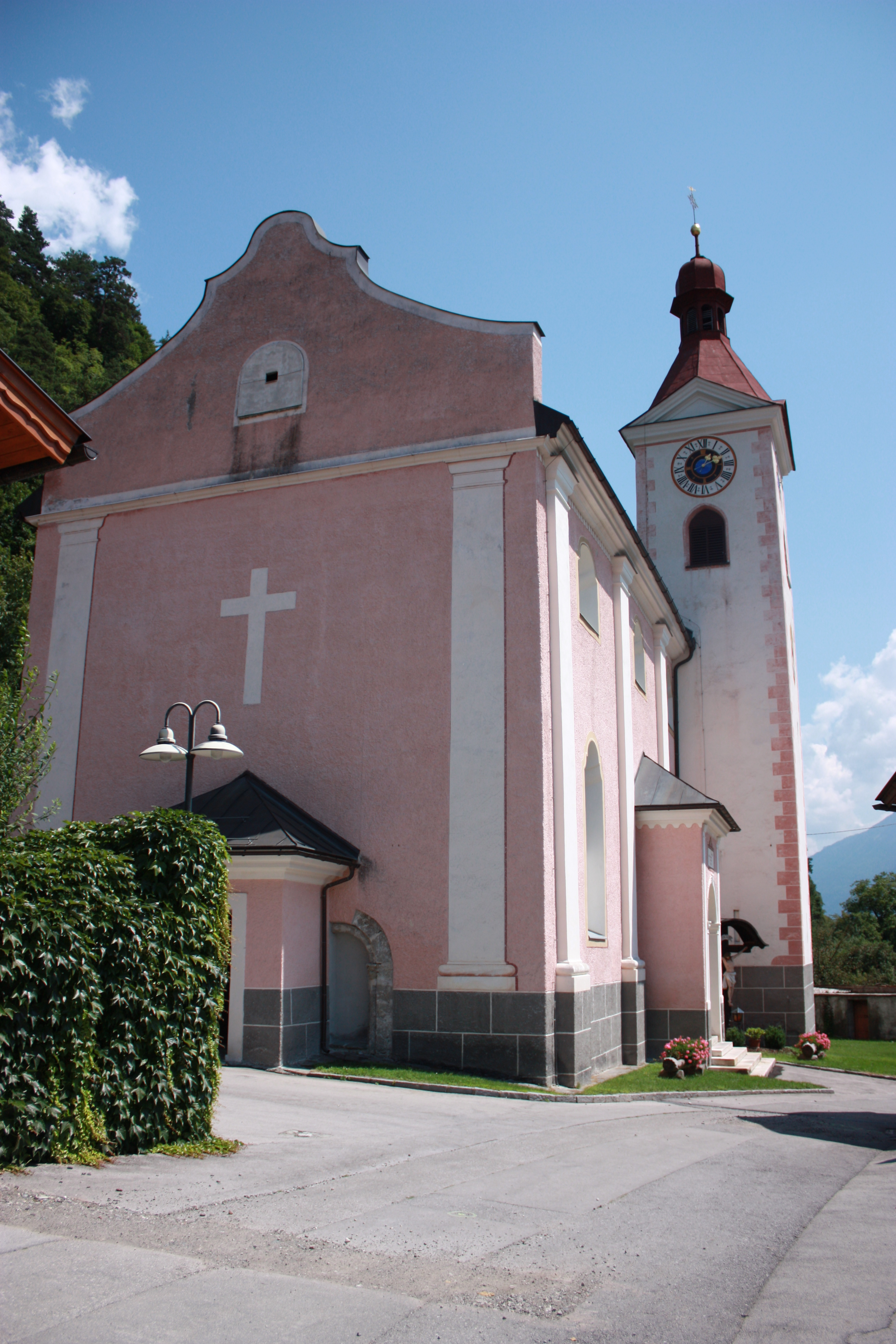

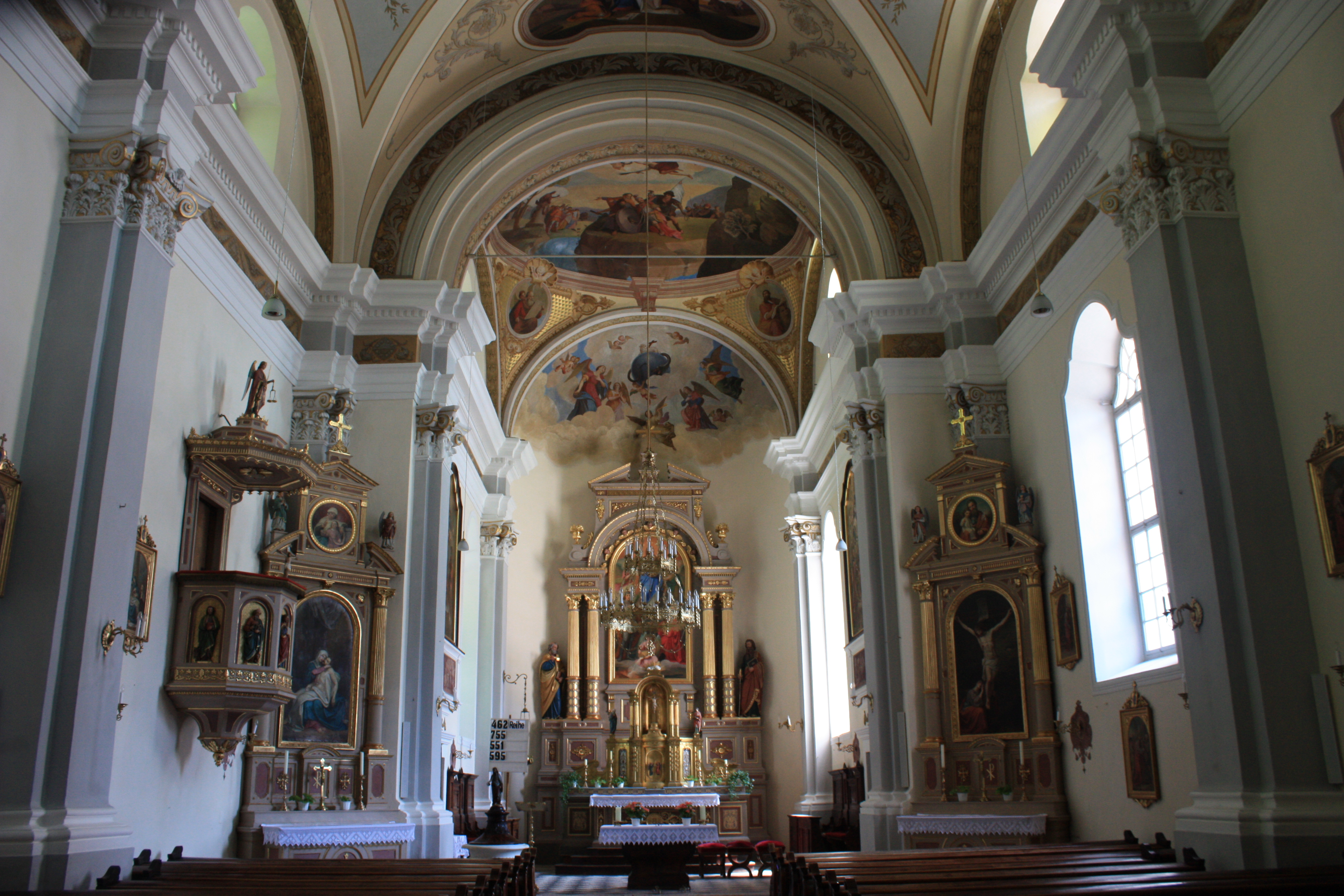
Innenansicht

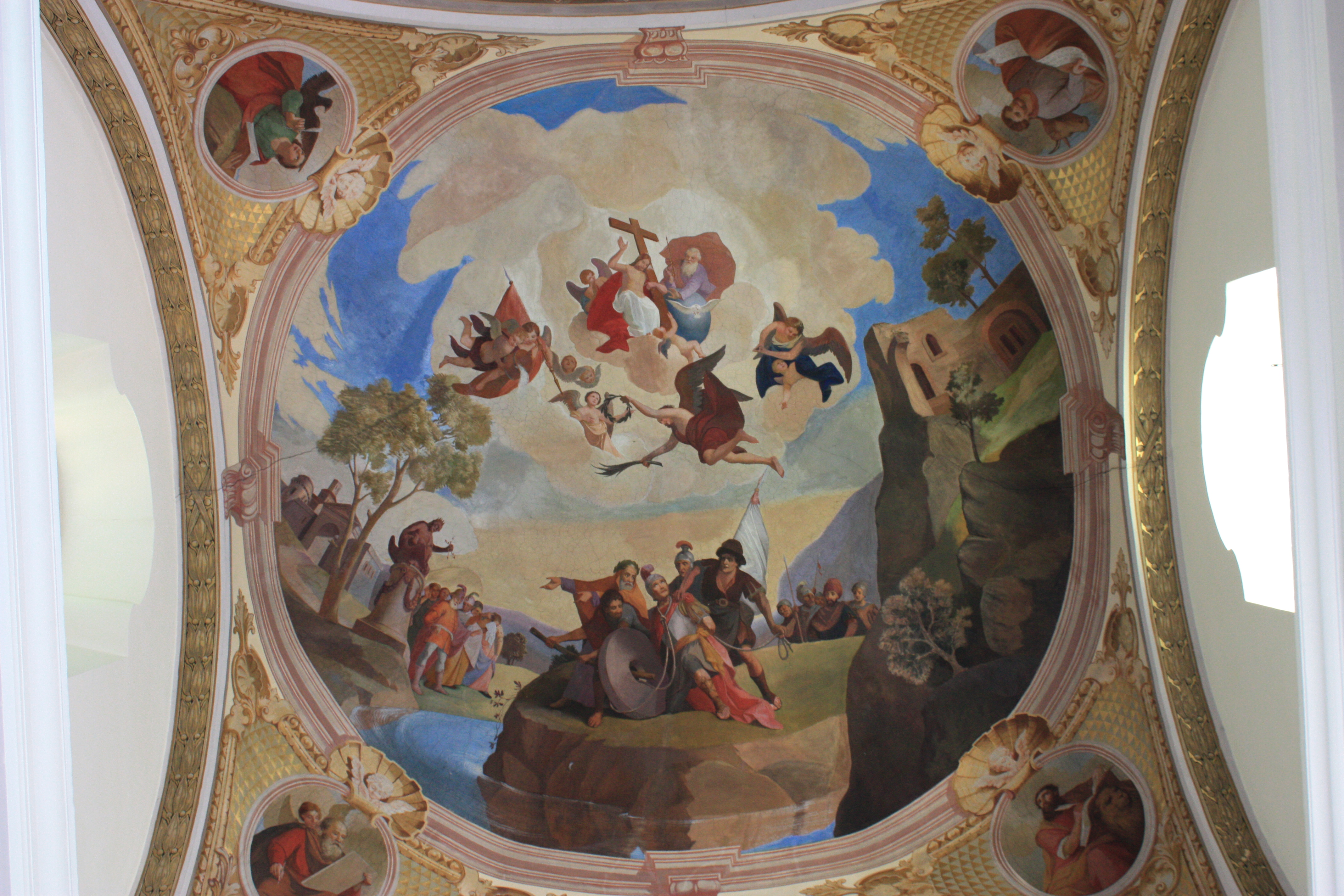
Deckengemälde: Martyrium des heiligen Florians

Die römisch-katholische Pfarrkirche hl. Oswald in Oberdrauburg steht unterhalb des felsigen Berghanges am nördlichen Ortsrand von Oberdrauburg. Der ursprüngliche Bau von 1422 war dem heiligen Martin geweiht.
Er fiel dem Großbrand des Marktes 1747 zum Opfer. Unter Einbeziehung der gotischen Mauerreste errichteten die Brüder Michael und Paul Köfler zwischen 1805 und 1812 einen spätbarock-klassizistischen Neubau. Fürstbischof Salm weihte die Kirche 1819. Die Schäden des Brandes von 1870 an Kirche und Turm wurden bis 1886 behoben. Bei Restaurierungsarbeiten 1995/1996 wurde die Architekturpolychromie mit Pilastergliederung vom beginnenden 19. Jahrhundert wiederhergestellt. Ein spätromanisches Rundbogenportal mit seitlichen Säulen und einfachen Blattkapitellen wurde freigelegt.

## Baubeschreibung
Die Kirche besteht aus einem dreijochigen Langhaus mit eingezogenem, quadratischem Chor mit Halbkreisapsis. Der gotische Turm südlich des Chores mit spitzbogigen Schallfenstern wird von einem nachklassizistischen Helm von 1886 bekrönt. Nördlich des Chores ist die Sakristei angebaut. Die Fassaden werden durch Putzpilaster und gemalte Lisenen gegliedert. Das West- und das Südportal von 1812 besitzen je einen gemauerten, rundbogigen Vorbau.
Über dem Langhaus ruht ein Tonnengewölbe mit Stichkappen auf Pilaster verkleideten Wandpfeilern, im Chor eine Flachkuppel auf Pilastergliederung mit Kompositkapitellen. Im Westen des Langhauses ist eine zweigeschoßige Empore eingebaut. Die Orgel fertigte 1872 Peter Vollger. In Chor und Langhaus sind große Kompositbogenfenster mit darüber liegenden, durch das Hauptgesims getrennten, kleineren Segmentbogenfenstern in den Lunetten. In der Chorsüdwand führt ein Portal mit geradem Sturz in das Turmerdgeschoß, in der Chornordwand in die Sakristei. Darüber befinden sich Rundbogenfenster des Oratoriums.
Die Gewölbemalereien stammen von Christoph Brandstätter dem Älteren von 1809. Das Gemälde in der Chorkuppel stellt das Martyrium des heiligen Florian dar. In den Medaillons der Pendentifs sind die Evangelisten abgebildet. In der Apsiswölbung sieht man das Lamm Gottes, von Engeln umgeben. Die Wandgemälde im Langhaus zeigen eine Pietà, das Martyrium und den Tod des heiligen Oswald, einen Schutzengel mit einer Ansicht der Stadt Oberdrauburg sowie seitlich die Kirchenväter. Über der Orgel ist David mit Harfe abgebildet. Die Wandmalereien an der Chornordwand, Christus in Emmaus und Jesus am Jakobsbrunnen sowie der lehrende Jesus über dem Südportal stammen aus der Werkstatt Christoph Brandstätters.

## Einrichtung
Die drei Altäre und die Kanzel entstanden nach 1870 in Renaissanceformen. Die Altarbilder malte der Schweizer Melchior Paul von Deschwanden.
Das Altarbild des Hochaltars zeigt die Muttergottes mit den Heiligen Florian und Oswald. Seitlich stehen die Figuren der Apostelfürsten Petrus und Paulus. Über dem Tabernakel ist eine Kreuzigungsgruppe aufgestellt. Der linke Seitenaltar stellt im Altarblatt die schmerzhafte Muttergottes und im Oberbild den Unterricht Mariens dar. Am rechten Seitenaltar gibt das Mittelbild den Gekreuzigten mit der heiligen Maria Magdalena wieder, das Aufsatzbild den heiligen Josef mit Jesuskind.
Der Kanzelkorb ist mit den Figuren von Jesus und den vier Evangelisten geschmückt. Am Schalldeckel steht der Erzengel Michael mit der Seelenwaage.
Die Kreuzwegbilder malte der Vorarlberger Jakob Bertle. Weiters besitzt die Kirche die Konsolfiguren der Heiligen Florian und Oswald, eine Schutzengelgruppe sowie eine Pietà.